# 경화왕후
경화왕후 이씨(敬和王后 李氏, 1079년 ~ 1109년 8월 27일(음력 7월 29일))는 고려의 제16대 왕 예종의 제1비이다.

## 생애
본관은 인천이다. 1079년에 선종과 정신현비의 딸로 태어났으며, 성씨는 외가의 성을 따라 이(李)씨로 하였다. 남편인 예종과는 친사촌이 된다.
그녀는 어렸을 때 왕실이 아닌 외가에서 자라면서 연화공주(延和公主)의 호를 받았다. 이후 1106년(예종 2년)에 왕비에 책봉되었으며, 특히나 용모와 태도가 맑고 아름다워서 예종이 매우 사랑하였다고 전한다.
1109년(예종 5년) 음력 7월에 31세를 일기로 사망했다. 사망 후 자릉(慈陵)에 묻혔으며, 시호를 경화왕후(敬和王后)라 하였다.

## 가족 관계
- 조부 겸 시조부 : 문종(文宗, 1019 ~ 1083)
- 조모 겸 시조모 : 인예왕후 이씨(仁睿王后 李氏, ? ~ 1092)
  - 아버지 : 선종 (宣宗, 1049 ~ 1094)
  - 시아버지 겸 숙부 : 숙종 (肅宗, 1054 ~ 1105)
  - 시어머니 겸 숙모 : 명의왕후 (明懿王后, ? ~ 1112)
    - 배우자 : 예종 (睿宗, 1079 ~ 1122)
- 외조부 : 이예 (李預, 생몰년 미상)
  - 어머니 : 정신현비 이씨(貞信賢妃 李氏, 생몰년 미상)

## 참고 자료
- 《고려사》〈열전〉- 경화왕후 이씨